# Іван Ангуло
Іван Ангуло (ісп. Iván Angulo; нар. 22 березня 1999, Тумако) — колумбійський футболіст, півзахисник клубу «Енвігадо».

## Клубна кар'єра
Народився 22 березня 1999 року в місті Тумако. Вихованець футбольної школи клубу «Енвігадо». Дорослу футбольну кар'єру розпочав 2017 року в основній команді того ж клубу, кольори якої захищає й донині.

## Виступи за збірну
У 2019 році був викликаний до складу молодіжної збірної Колумбії до 20 років на молодіжний чемпіонат Південної Америки. Там Іван забив два м'ячі (в матчах проти Болівії і Венесуели) і допоміг своїй збірній посісти четверте місце. Цей результат дозволив команді кваліфікуватись на молодіжний чемпіонат світу 2019 року, куди поїхав і Ангуло.

## Статистика виступів

### Статистика клубних виступів
| Сезон             | Команда           | Чемпіонат         | Чемпіонат | Чемпіонат | Національний кубок | Національний кубок | Національний кубок | Континентальні кубки | Континентальні кубки | Континентальні кубки | Інші змагання | Інші змагання | Інші змагання | Усього | Усього | Усього |
| Сезон             | Команда           | Ліга              | Ігор      | Голів     | Ліга               | Ігор               | Голів              | Ліга                 | Ігор                 | Голів                | Ліга          | Ігор          | Голів         | Ігор   | Голів  |        |
| ----------------- | ----------------- | ----------------- | --------- | --------- | ------------------ | ------------------ | ------------------ | -------------------- | -------------------- | -------------------- | ------------- | ------------- | ------------- | ------ | ------ | ------ |
| 2017              | «Енвігадо»        | A                 | 8         | 0         | КК                 | 4                  | 0                  |                      | -                    | -                    |               | -             | -             | 12     | 0      |        |
| 2018              | «Енвігадо»        | A                 | 21        | 2         | КК                 | 2                  | 0                  |                      | -                    | -                    |               | -             | -             | 23     | 2      |        |
| Усього за кар'єру | Усього за кар'єру | Усього за кар'єру | 29        | 2         |                    | 6                  | 0                  |                      | -                    | -                    |               | -             | -             | 35     | 2      |        |